# Woodend (Victoria)
Woodend (3 172 habitants) est un village du centre de l'État de Victoria en Australie à mi-distance entre Melbourne et Bendigo.
Une partie du film Pique-nique à Hanging Rock a été tournée à Woodend.